# Івановці (Моравське Топлице)
Івановці (словен. Ivanovci) — поселення в общині Моравське Топлице, Помурський регіон, Словенія. Висота над рівнем моря: 274,1 м.